# Transesterifikacija
U organskoj kemiji, transesterifikacija je proces zamjenen organske grupe estera R s organskom grupom alkohola R'. Ove reakcije su cesto katalizirane dodavanjem kiseline ili baznih katalizatora. Reakcija se također može postići uz pomoć enzima (biokatalizatori), posebno lipaze.

## Mehanizam
Mehanizam transesterifikacije počinje time što kisik iz alkanske grupe, napadne vodik iz druge supstance složene strukture. Reakcija je povratna, pa se može dogoditi da će se supstanca vratiti na prethodni korak ili nastati supstanca koja sadrži parcijalno pozitivan ugljik i pozitivno nabijen OH+ ion. To je vrlo nepovoljno i nestabilno stanje, pa se alkohol, dodaje kako bi kisik iz alkohola napao ugljik. Ovo je također povratna reakcija i kako bi se povećala vjerojatnost sudara ugljika s kisikom, potrebno je staviti razmjer s većim udjelom kisika, odnosno alkohola i upravo zato se alkohol tada stavlja u višku. Nakon toga nastaje struktura s jednom OH grupom, dvije alkil grupe, i jednim pozitivno nabijenim alkoholom, s nabojem na kisiku. Kako bi postigao stabilnost, oduzima se H+ion i nastaje nova relativno nestabilna struktura. Postigla se stabilnost OH iona, pored toga je stabilna i jedna alkanska grupa, dok su nestabilni alkoksi i metoksi grupe nestabilne.
S obzirom na to da se cijeli proces transesterifikacije odigrava u kiseloj sredini, jedan vodik se veže za alkoksi grupu, koja se homolitički formira u alkohol. S druge strane, ugljik koji je bio parcijalno nabijen, postaje potpuno nabijen s tri veze, što je za njega vrlo nepovoljno, pa se elektricni naboj prebacuje na OH ion koji tada postaje pozitivno nabijen. Kako bi on postigao stabilnost, kisik otpušta vodik i nastaje dvostruka veza. Konačan proizvod transesterifikacije je ester.

## Primjene

### Proizvodnja poliestera
Primjena transesterifikacije se u najvecoj mjeri nalazi u sintezi Poliestera. U ovoj primjeni diesteri se podvrgavaju transesterifikaciji pomoću diola da stvore makromolekule. Na primjer, dimetil tereftalat i etilen-glikol
reagiraju te formiraju polietilentereftalat i metanol, koji isparavanjem dalje pogoni reakciju.

### Metanoliza i produkcija biodizela
Obrnuta reakcija, metanoliza, je isto primjer transesterifikacije. Ovaj proces je korišten kako bi se poliesteri reciklirali u jedinične monomere. Metanoliza je također korištena u pretvorbi masti (triglicerida) u biodizel. Ova pretvorba je bila jedna od prvih primjena transesterifikacije. Transesterificirano biljno ulje (biodizel) je bilo korišteno za pogon teških teretnih vozila u Južnoj Africi prije Drugog svjetskog rata.